# 측파충류
측파충류(側爬蟲類, Parareptilia 파라렙틸리아[*])는 파충류의 아강 또는 분류군이다. 멸종한 고대 무궁류들이 속한다. 측파충류라는 분류는 다른 파충류와의 근연관계가 불명확한 거북의 계통발생 위치가 어디냐에 따라 유효한 분류일 수도 있고 아닐 수도 있다.
측파충류라는 용어는 에버렛 C. 콜슨이 1947년 고생대의 파충류들을 현생 파충류(진파충류)와 대조시키는 이름으로써 처음 사용했다.